# Bor Kálmán
Bor Kálmán (Baja, 1924. szeptember 5. – Budapest, 2018. január) magyar irodalomtörténész, könyvtáros, bibliográfus, nyelvész.

## Életpályája
Iskoláit a bajai cisztercita gimnáziumban végezte el. Budapesten az Eötvös Loránd Tudományegyetemen szerzett magyar–latin–szerb–horvát szakos tanári diplomát. Pályáját az Eötvös Loránd Tudományegyetem gyakornokaként, majd tanársegédeként kezdte a szerb-horvát stilisztika tárgyat oktatva. 1952–1953 között az Irodalomtörténeti Dokumentációs Központ (az Irodalomtudományi Intézet elődje) szlavista szakreferenseként dolgozott. 1956–1973 között az Irodalomtudományi Intézet tudományos munkatársa volt. 1963–1973 között az Irodalomtudományi Intézet Eötvös Könyvtárának vezetője volt. 1973-tól az Országos Széchényi Könyvtár Gyarapítási Osztályán osztályvezető-helyettesként dolgozott.

### Munkássága
Bibliográfiai munkássága során összeállította az Irodalomtudományi Közleményekben megjelent Magyar irodalomtörténet-írás bibliográfiáját az 1970–1974. évre vonatkozóan.  Lektora és tudományos tanácsadója volt az Országos Széchényi Könyvtár kiadásában megjelent A magyar irodalom és irodalomtörténet bibliográfiája 1979–1983 című sorozatnak.

## Művei
- A szerb iskolai színjátszás kezdetei és Pest-Buda (Szomszédság és közösség, Budapest, 1972)
- „Könyvim az én fiaim”. Vitkovics Mihály könyvtára (Budapest, OSZK–Gondolat Kiadó, 2013, 2. átdolgozott kiadás: 2014)